# 신광초등학교 (경북)
신광초등학교는 대한민국 경상북도 포항시 북구 신광면 토성리에 있는 공립 초등학교이다.

## 학교 연혁
- 1929년 9월 16일 신광공립보통학교 개교(설립인가 6월 11일)
- 1938년 4월 1일 신광공립심상소학교로 개칭
- 1941년 4월 1일 신광공립국민학교로 개칭
- 1981년 3월 1일 병설유치원 설립
- 1981년 12월 10일 급식소 준공
- 1996년 3월 1일 신광초등학교로 개칭
- 1998년 3월 1일 교육인적자원부 지정 수업개선 시범학교
- 2003년 3월 1일 학습도움반 설치
- 2007년 3월 1일 본교 7학급, 유치원 1학급 편성(비학분교장 통폐합)
- 2016년 9월 1일 제29대 김중도 교장 부임
- 2017년 2월 17일 제86회 졸업(총졸업생 8,751명)
- 2017년 3월 1일 초등 6학급, 특수 1학급, 유치원 1학급 편성

## 참고 자료
- 신광초등학교 - 한국교육학술정보원 학교알리미